# Argentina Apollo
Vicente Denigris (Buenos Aires, 28 de abril de 1938 - Atlanta, 2 de agosto de 1984) fue un luchador profesional argentino más conocido por su nombre en el ring Vicente Denigris o Argentina Apollo. Trabajó para la World Wide Wrestling Federation y diversos territorios de la National Wrestling Alliance. 
También participó de la película "Reencuentro con la gloria" de 1962 haciendo del luchador "Di Negri".
Murió el 2 de agosto de 1984.
Entre sus logros destacan haber conseguido una vez el Campeonato en Parejas de los Estados Unidos de la WWWF junto con Don McClairty.

## Carrera como luchador
Hizo su debut en la lucha libre a mediados del año 1960, participó en la Word Wide Wrestling Federation, también en la NWA de Florida y Georgia y peleó en la desconocida WWWA. Fue un gran amigo del luchador italiano Bruno Sammartino.

## Campeonatos y logros
- Word Wide Wrestling Federation
  - WWWF United States Tag Team Championship (1 vez) - con Don McClairty
- WWWA (Pittsburgh)
  - WWWA United States Tag Team Champion (1 vez) - con Bruno Sammartino
- Championship Wrestling from Florida
  - NWA Tag Team Champion (Florida version) (1 vez) - con José Lothario
- Georgia Championship Wrestling
  - NWA Tag Team Champion (Georgia Version) (1 vez) - con Dick Steinborn
- Otros Títulos
  - Macon GA Tag Team Championship (1 vez) - con Tommy Siegler